# Јуриј Рерих
Јуриј Николајевич Рерих (рус. Юрий Николаевич Рерих; Окуловка, 16. август 1902 — Москва, 21. мај 1960) био је руски и совјетски оријенталиста, етнограф, путописац, лингвиста, историчар уметности, специјалиста за истраживање језика и културе народа Тибета. По образовању био је доктор филолошких наука, а радио је и као професор филозофије и историје религије на одељењу за оријенталистику Совјетске академије наука, те као директор Института за Хималајске студије Урусвати. Написао је обиман енглеско-руско-тибетански речник у 11 томова, а на руски и енглески превео је обимно дело „Плави анали“ које се бави духовним традицијама Тибета кроз историју.
Његов отац Николај Рерих био је чувени руски сликар и истраживач, а мајка Јелена се бавила источњачком филозофијом.